# 鯉魚門燈塔

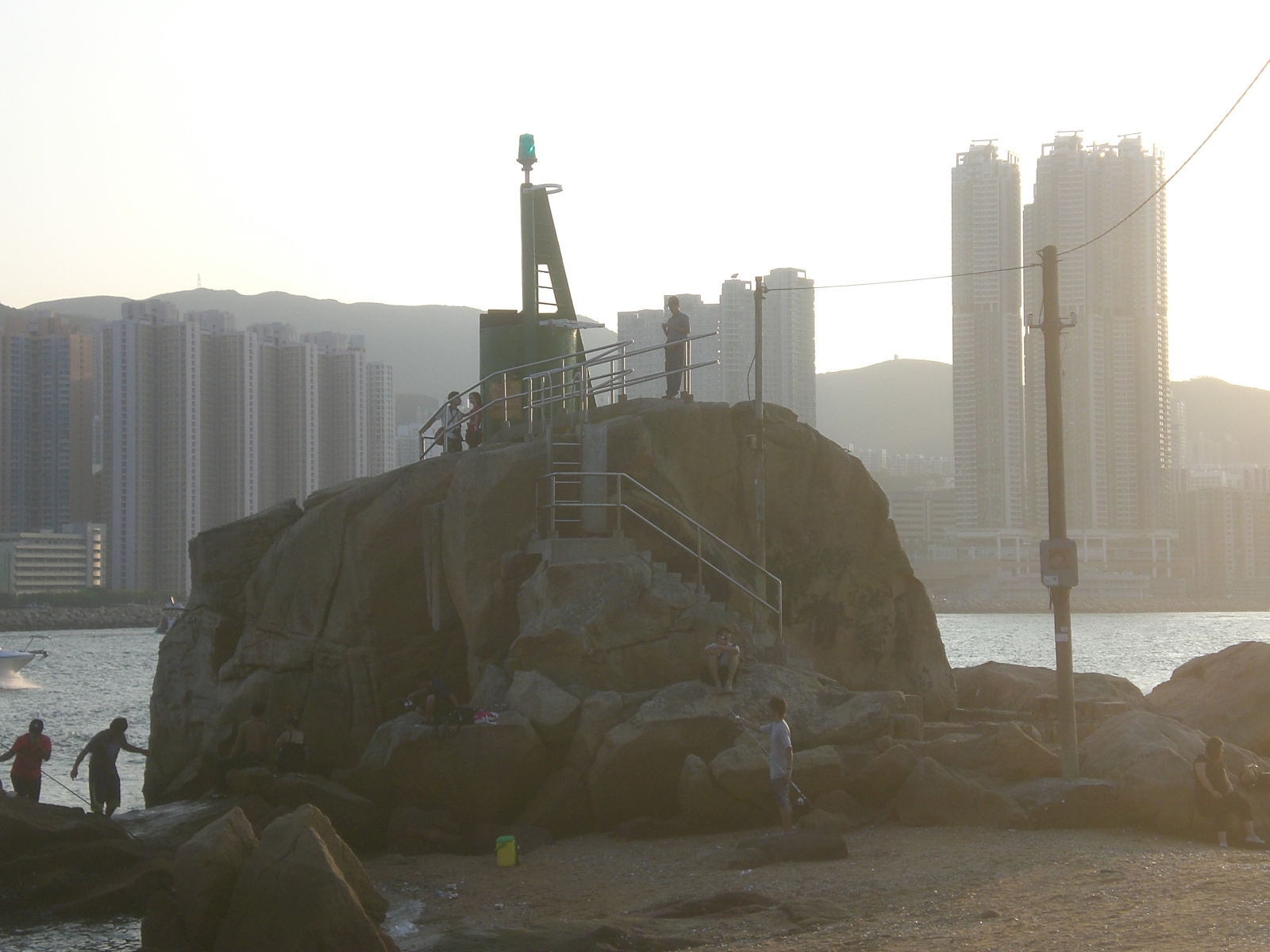
鯉魚門燈塔

鯉魚門燈塔是香港一座運作中的燈塔，位於九龍觀塘區油塘三家村之南，服務鯉魚門一帶的海域，即維多利亞港東面出口。
燈塔最初為1902年設立的無燈航標，1924年增設燈號，於1964年改建。
鯉魚門燈塔所處位置為近岸的小礁石上，只有潮退期間才可讓人步行前往。